# Gaëtan Englebert
Gaëtan Englebert (* 11. Juni 1976 in Lüttich) ist ein ehemaliger belgischer Fußballspieler auf der Position eines Mittelfeldspielers. Nach Jahren im belgischen und französischen Profifußball siedelte er sich ab 2011 in den unterklassigen belgischen Fußballligen an und ließ, nach einer Saison bei Coxyde VV seine Karriere bis 2013 beim RFC Lüttich, seinem einstigen Jugendverein, bei dem er auch den Durchbruch im Erwachsenenfußball schaffte, ausklingen.

## Karriere

### Verein
Englebert begann seine Karriere 1986 in der Jugend von JS Villers l’Evêque, bis er ein Jahr später in die Jugendabteilung des RFC Lüttich wechselte. 1995 wurde er in die Profimannschaft hochgezogen und absolvierte in der Saison 1996/97 32 Spiele, in denen er sechs Tore erzielte. Daraufhin wechselte zu VV St. Truiden. Nach zwei Jahren, 66 Spielen und vier Toren wechselte er zum Ligakonkurrenten und damaligen Vizemeister FC Brügge. Dort stieg er schnell zum Stammspieler auf und gewann mit Brügge insgesamt neun Titel. Die Erste Division gewann er mit seinem Team in den Jahren 2002/03, 2004/05. Dazu kamen drei Siege im belgischen Fußballpokal 2002, 2004 und 2007 sowie vier Siege beim belgischen Fußball-Supercup 2002, 2003, 2004 und 2005. Er bestritt von 1999 bis 2008 254 Ligaspiele für Brügge, in denen er 22-mal traf. Englebert absolvierte 49 Spiele in Qualifikations- und Hauptrunde der UEFA Champions League und des UEFA-Pokals und erzielte dabei zwei Tore.
Mit 32 Jahren wechselte er im Juni 2008 zum französischen Zweitligisten FC Tours, wo er einen Zweijahresvertrag unterschrieb. Nach zwei Jahren in Tours wollte er seinen Vertrag nicht verlängern und wechselte daraufhin im August 2010 zum Ligakonkurrenten FC Metz. Nach nur einer Saison mit FC Metz, kehrte Englebert im Sommer 2011 nach Belgien zurück und unterschrieb einen Zweijahresvertrag in der Division A für Coxyde VV. Jedoch verließ er nach nur einer Spielzeit den Klub und wechselte zu seinem einstigen Ausbildungsverein RFC Lüttich, bei dem er bis 2013 seine Karriere ausklingen ließ.

### Nationalmannschaft
Englebert debütierte am 28. Februar 2001 im Dress der „roten Teufel“ beim 10:1-Sieg über San Marino. Er stand bei der Fußball-Weltmeisterschaft 2002 im belgischen Aufgebot kam aber zu keinem einzigen Einsatz. Bis zum Jahr 2006 absolvierte er neun Länderspiele, ein Treffer gelang ihm dabei nicht.

## Erfolge
- Belgischer Meister: 2003, 2005
- Belgischer Fußballpokal: 2002, 2004, 2007
- Belgischer Fußball-Supercup: 2002, 2003, 2004, 2005